# Догерті Тауншип (округ Бівер, Пенсільванія)
Догерті Тауншип (англ. Daugherty Township) — селище (англ. township) в США, в окрузі Бівер штату Пенсільванія. Населення — 3078 осіб (2020).

## Демографія
Згідно з переписом 2010 року, у селищі мешкало 3187 осіб у 1251 домогосподарстві у складі 915 родин. Було 1312 помешкання
Расовий склад населення:
| - 96,2 % — білих - 2,1 % — чорних або афроамериканців - 0,3 % — азіатів - 0,1 % — корінних американців |

До двох чи більше рас належало 1,3 %. Частка іспаномовних становила 0,8 % від усіх жителів.
За віковим діапазоном населення розподілялося таким чином: 19,0 % — особи молодші 18 років, 64,1 % — особи у віці 18—64 років, 16,9 % — особи у віці 65 років та старші. Медіана віку мешканця становила 46,2 року. На 100 осіб жіночої статі у селищі припадало 100,6 чоловіків;  на 100 жінок у віці від 18 років та старших — 96,6 чоловіків також старших 18 років.
Середній дохід на одне домашнє господарство  становив 71 462 долари США (медіана — 62 689), а середній дохід на одну сім'ю — 79 367 доларів (медіана — 69 743). Медіана доходів становила 49 779 доларів для чоловіків та 41 791 долар для жінок. За межею бідності перебувало 6,6 % осіб, у тому числі 8,2 % дітей у віці до 18 років та 8,4 % осіб у віці 65 років та старших.
Цивільне працевлаштоване населення становило 1623 особи. Основні галузі зайнятості: освіта, охорона здоров'я та соціальна допомога — 22,2 %, роздрібна торгівля — 15,3 %, виробництво — 14,5 %.